# George Seymour (1763-1848)
Pour les articles homonymes, voir Seymour et Seymour (patronyme).
George Seymour-Conway (21 juillet 1763 – 10 mars 1848), est un homme politique britannique.

## Biographie
Il est le septième fils et le plus jeune enfant de Francis Seymour-Conway, et d'Isabelle, fille de Charles FitzRoy (2e duc de Grafton). Il est le frère de Francis Ingram-Seymour-Conway (2e marquis d'Hertford), Henry Seymour, Robert Seymour, Hugh Seymour et William Seymour.
Il est élu au Parlement de Grande-Bretagne comme l'un des deux représentants de Orford en 1784, un siège qu'il occupe jusqu'en 1790. Il a représenté Totnes entre 1796 et 1801.
Seymour épouse Isabelle, fille du révérend George Hamilton, en 1795. Leur fils George Hamilton Seymour est un diplomate. Seymour est décédé le 10 mars 1848, à l'âge de 84 ans, et est enterré dans l'église Saint-André, rue Waterloo à Hove, dans le Sussex.